# Saab 18
A Saab 18 egy kétmotoros felderítő, torpedóhordozó- és bombázó repülőgép volt, amelyet a Saab tervezett és épített a Svéd Légierő számára egy 1938-as tervpályázatra. A késések miatt csak 1944-ig állították szolgálatba, de hamar az alapvető svéd bombázó repülőgéppé vált. A bombázó, a felderítő és a földi támadási feladatokat ellátva segített katapultüléssel és levegő-föld irányított rakéták fejlesztésében is egészen addig, amíg az 1950-es évek végén le nem váltották a Saab 32 Lansennel.